# Fresnoy-au-Val
Fresnoy-au-Val település Franciaországban, Somme megyében. Lakosainak száma 227 fő (2022. január 1.). Fresnoy-au-Val Bougainville, Bussy-lès-Poix, Courcelles-sous-Moyencourt, Fluy, Quevauvillers, Revelles és Saint-Aubin-Montenoy községekkel határos.

## Népesség
A település népességének változása:
| Lakosok száma | 247  | 245  | 243  | 239  | 234  | 230  | 228  | 227  |
|               | 2013 | 2015 | 2017 | 2018 | 2019 | 2020 | 2021 | 2022 |